# Atheta clienta
Atheta clienta är en skalbaggsart som först beskrevs av Thomas Casey 1911.  Atheta clienta ingår i släktet Atheta och familjen kortvingar. Inga underarter finns listade i Catalogue of Life.